# Han Su-san

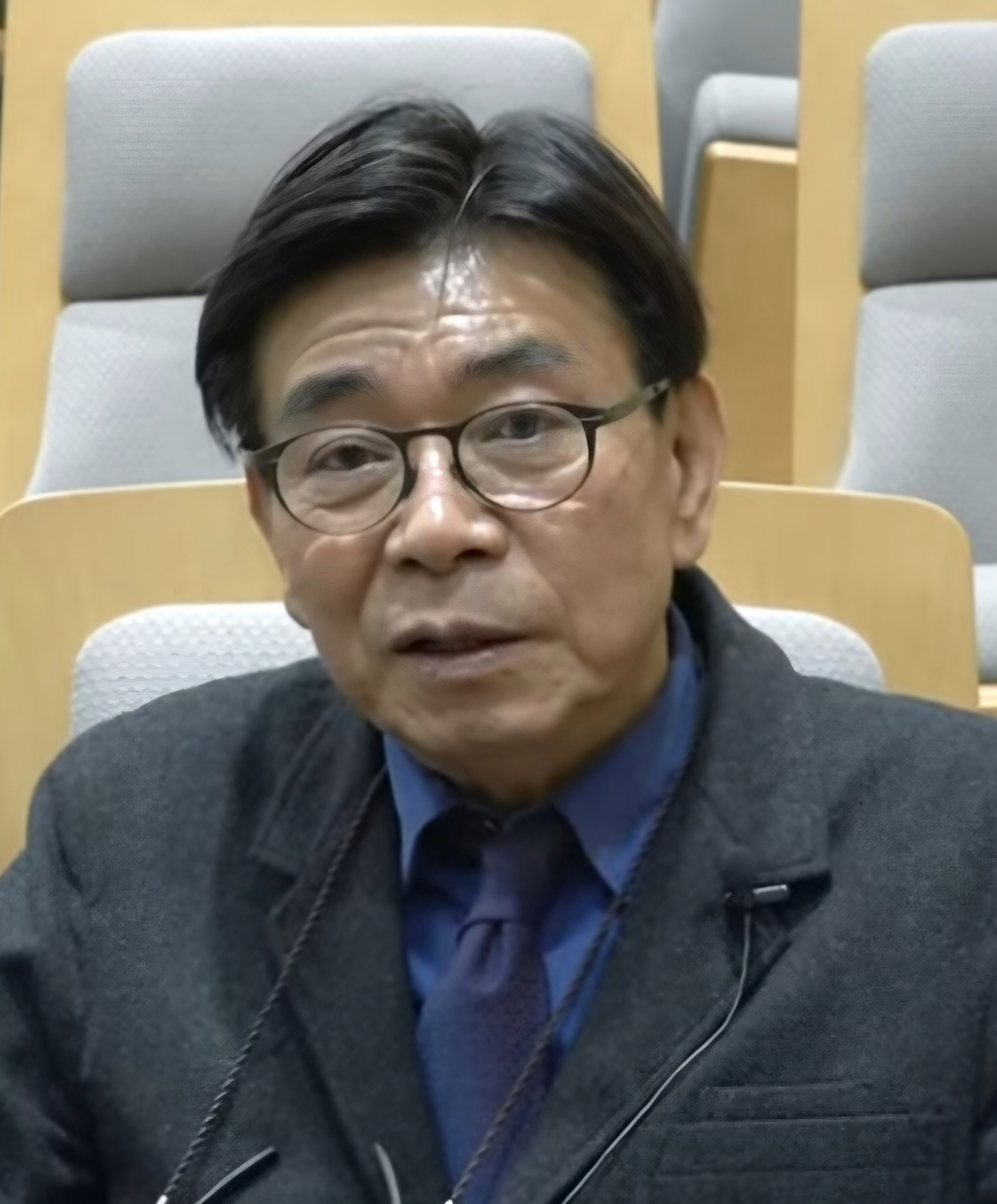
Han Su-san, 2016

Han Su-san (* 13. November 1946) ist ein südkoreanischer Autor.

## Leben
Han Su-san wurde am 13. November 1946 im Kreis Inje, Provinz Kangwon geboren. Er studierte Englische Literatur an der Kyung-Hee-Universität in Seoul. Seit 1997 ist er Professor für Koreanische Sprache und Literatur an der Sejong-Universität.
Im Jahr 1981 wurde er verhaftet, weil die staatliche Zensur einige seiner Zeilen aus dem Fortsetzungsroman Die Straßen der Begierde in der Tageszeitung JoongAng Ilbo als Spott über Präsident Chun Doo-hwan interpretierte. Er und seine Kollegen wurden einige Tage inhaftiert und gefoltert. Traumatisiert von diesem Ereignis ging Han Su-san 1988 nach Japan und kehrte erst 1992 wieder nach Südkorea zurück. Schreiben half ihm dabei, das Vergangene zu verarbeiten.
Han Su-san begann in den 1970ern zu veröffentlichen und sein Schreibstil verhalf ihm bald darauf zum Erfolg. Auf Einzelheiten achtend, webt er seinen poetischen Schreibstil in zum Nachdenken anregenden Romanen, von denen sich viele mit der Wichtigkeit des Lebens beschäftigen. Das aus fünf Bänden bestehende Werk Krähen (까마귀) bezeichnet Han Su-san als sein Lebenswerk. Es handelt vom Leben koreanischer Männer, die während der japanischen Kolonialzeit zur Zwangsarbeit nach Japan verschleppt wurden.

## Arbeiten

### Koreanisch
- 부초 Puch'o (1977)
- 사월에 끝 Ende April (1978)
- 이별없는 아침 Ein Morgen ohne Abschied (1984)
- 거리의 악사 Straßenmusikant (1986)
- 바다로 간 목마 Das Holzpferd, das zum Meer lief (1989), ISBN 89-7208-021-7
- 사랑의 이름으로 Im Namen der Liebe (1996), ISBN 978-89-7012-215-1
- 말 탄 자는 지나가다 Vorbeiziehender Reiter (1998), ISBN 978-89-374-0308-8
- 4백년의 약속 400-jähriges Versprechen (1999), ISBN 978-89-300-5067-8
- 밤기차 Nachtzug (1999), ISBN 978-89-86156-69-0
- 단순하게 조금 느리게 Einfach ein bisschen langsamer (2000), ISBN 89-7337-330-7
- 내 삶을 떨리게 하는 것들 Dinge, die mein Leben zum Erbeben bringen (2001), ISBN 978-89-7337-364-2
- 까마귀 Krähen (2003) 5 Bände
- 용서를 위하여 Vergebung (2010), ISBN 978-89-7337-070-2

### Übersetzungen

#### Deutsch
- Ende einer Vorstellung, Pendragon Verlag (2002), ISBN 3-929096-82-X

#### Englisch
- Floating Grass, Dong-Suh Munhaksa (1990)

## Auszeichnungen
- 1977: 제1회 오늘의 작가상 (Autorenpreis von heute)
- 1984: 제4회 녹원문학상 (Nogwon Literaturpreis)
- 1991: 제36회 현대문학상 (Preis für zeitgenössische Literatur)